# Lösings landsfiskalsdistrikt
Lösings landsfiskalsdistrikt var 1918-1951 ett landsfiskalsdistrikt i Östergötlands län, bildat när Sveriges indelning i landsfiskalsdistrikt trädde i kraft den 1 januari 1918, enligt beslut den 7 september 1917. När Sveriges nya indelning i landsfiskalsdistrikt trädde i kraft den 1 januari 1952 (enligt kungörelsen 1 juni 1951) upplöstes distriktet och dess område delades mellan Norrköpings stad samt landsfiskalsdistrikten Finspång, Gullberg och Vikbolandet.
Landsfiskalsdistriktet låg under länsstyrelsen i Östergötlands län.

## Ingående områden
Den 1 januari 1936 inkorporerades Borgs landskommun i Norrköpings stad. När Sveriges nya indelning i landsfiskalsdistrikt trädde i kraft den 1 oktober 1941 (enligt kungörelsen den 28 juni 1941) tillfördes Vånga landskommun från Finspångs landsfiskalsdistrikt.

### Från 1918
Lösings härad:
- Dagsbergs landskommun
- Furingstads landskommun
- Styrstads landskommun
- Tingstads landskommun

Memmings härad:
- Borgs landskommun
- Kimstads landskommun
- Kullerstads landskommun

### Från 1936
Lösings härad:
- Dagsbergs landskommun
- Furingstads landskommun
- Styrstads landskommun
- Tingstads landskommun

Memmings härad:
- Kimstads landskommun
- Kullerstads landskommun

### Från 1 oktober 1941
Finspånga läns härad:
- Vånga landskommun

Lösings härad:
- Dagsbergs landskommun
- Furingstads landskommun
- Styrstads landskommun
- Tingstads landskommun

Memmings härad:
- Kimstads landskommun
- Kullerstads landskommun